# セオドア・スピアリング

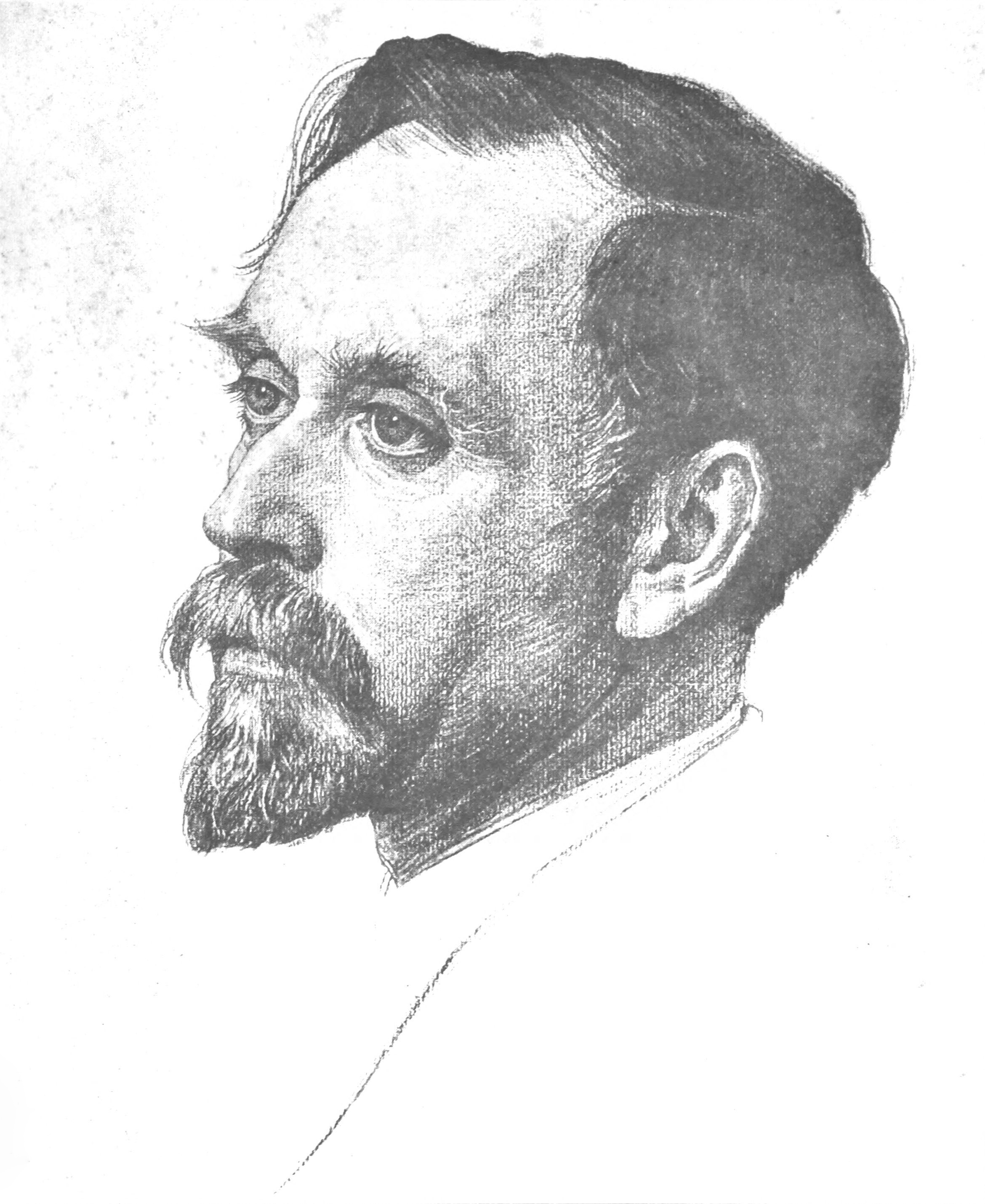
セオドア・スピアリング (1923年)

セオドア・バーネイズ・スピアリング（Theodore Bernays Spiering、1871年9月5日 - 1925年8月11日）は、アメリカ合衆国のヴァイオリニスト、指揮者、教師である。
ミズーリ州のオールドノースセントルイスに生まれる。5歳より、セントルイス交響楽団のコンサートマスターだった父エルンスト・スピアリングによりヴァイオリンの教えを受けた。7歳で一般公演デビューを飾る。シンシナティ音楽大学（現在のシンシナティ大学音楽学部）に進学し、ヴァイオリン教師ヘンリー・シュラディックに師事。その後1888年から1892年にかけてベルリンでヨーゼフ・ヨアヒムに師事し、ヨアヒム大学（Joachim Hochschule）のオーケストラでコンサートマスターを務めるに至った。
ヨアヒムの推薦を受け、スピアリングは1892年にシカゴ交響楽団に参画、1896年まで同組織に居続けた。スピアリングは、セオドア・トーマスが指揮をする時にたびたびソリストとして壇上に立った。また、スピアリング四重奏団を結成し、1893年から1905年までに400を数える公演を行った。さらにはスピアリング・ヴァイオリン学校を設立した。また、シカゴ音楽大学では1902年から1905年まで、監督兼ヴァイオリン教師を歴任した。その後、スピアリングは4年間に渡るヨーロッパツアーを行うことになる。1909年からの2年間、グスタフ・マーラーは彼をニューヨーク・フィルハーモニックのコンサートマスターに指名した。1911年、マーラーが病気に罹った際には、最後の17回の公演の指揮者をスピアリングが務めた。スピアリングはマーラーの後任としてニューヨーク・フィルハーモニックの音楽監督を継ぐのではないかと囁かれたが、同オーケストラには昔からヨーロッパの指揮者を音楽監督に任命するという伝統があり、結局後任はジョセフ・ストランスキーに決まった。落胆したスピアリングはヨーロッパに戻り、ベルリン・フィルハーモニー管弦楽団およびブリュートナー管弦楽団の客員指揮者に就任した。彼はセントルイス交響楽団の音楽監督のポジションを狙っていたが、試み虚しくルドルフ・ガンツが同職に就任した。
第一次世界大戦が勃発すると、スピアリングはニューヨーク市に帰還し、教育活動とニューヨーク・フィルハーモニックの指揮活動に精を出した。1923年9月、彼はベルリンとウィーンに戻り、そこで客員指揮者としての活動を続けた。1925年、スピアリングは以前より巡回指揮者として活動を行っていたポートランド交響楽団（後のオレゴン交響楽団）の音楽監督に就任した。休養とともに新しい楽譜を探することを目的として、彼は音楽監督就任後、ヨーロッパに旅行をした。1925年、スピアリングは旅行の最中、病気に罹り、ミュンヘンにて客死する。彼が死去したのは、秋の演奏シーズンが始まる直前であった。スピアリングの遺体は出身地ミズーリに送還され、セントルイスのベルフォンテーヌ墓地に埋葬された。